# Arlington (Washington)
Arlington ist eine Stadt (englisch City) im nördlichen Snohomish County im US-Bundesstaat Washington; sie ist Teil der Metropolregion Seattle. Die Stadt liegt am Stillaguamish River in den westlichen Ausläufern der Kaskadenkette in Nachbarschaft zu Marysville, etwa 16 km nördlich von Everett, dem County Seat, und 65 km nördlich von Seattle, der größten Stadt der Region. Nach dem United States Census 2020 hatte Arlington 19.868 Einwohner.
Arlington wurde in den 1880er Jahren von Siedlern gegründet; das Gebiet wurde für zwei Städte parzelliert, Arlington und Haller City. Haller City wurde vom größeren Arlington eingemeindet, als es 1903 als Gebietskörperschaft anerkannt wurde. Während der Großen Depression der 1930er Jahre wurde Arlington Ziel von Projekten von Bundes-Hilfsorganisationen; so wurde der Arlington Municipal Airport gebaut, der im Zweiten Weltkrieg als Marineflieger-Basis dienen sollte. In den 1980er Jahren begann Arlington die Auswirkungen der Suburbanisierung zu spüren, als es bis 2000 um mehr als 450 Prozent wuchs und das gemeindefreie Gebiet von Smokey Point im Südwesten eingemeindete.
Die Wirtschaft in Arlington fußt historisch auf Forst- und Landwirtschaft, hat sich seitdem aber hin zu einem Standort des Dienstleistungsgewerbes mit einigen Arbeitsplätzen in der Luftfahrt-Industrie rund um den Flupplatz entwickelt. Arlington wird von einem Bürgermeister mit einem Stadtrat (Mayor-Council Government) regiert. Der Stadtrat besteht aus sieben Mitgliedern. Die Stadt unterhält das städtische Park-System und Trinkwasser- und Abwasser-Leitungen. Weitere Dienste wie ein Öffentliches Versorgungsunternehmen, der Öffentliche Verkehr und Schulen sind an Unternehmen der Region oder des Countys ausgegliedert.

## Geschichte

### Erkundung und Siedlungsgründung
Vor der Besiedlung durch weiße Amerikaner im 19. Jahrhundert war die Region am Puget Sound von den indigenen Küsten-Salish bewohnt. Der Zusammenfluss der beiden Quellflüsse des Stillaguamish River, der Ort der heutigen Innenstadt von Arlington, war ein beliebter Siedlungsort der Stillaguamish und der Sauk, die den Wanderfischen folgten; die Stillaguamish nannten den Ort Skabalko, und unterhielten ein Haupt-Dorf am Chuck-Kol-Che, flussaufwärts nahe dem heutigen Trafton.
Die Erkundung durch Weiße begann 1851, als der Prospektor Samuel Hancock von indianischen Führern auf einem Kanu den Stillaguamish River aufwärts geleitet wurde.:2 Das Gebiet wurde nach dem Vertrag von Point Elliott von 1855 zwischen der US-Bundesregierung und den Stillaguamish, welche in die in Off-reservation trust land und in die Reservation der Tulalip vertrieben wurden, zum Holzeinschlag erschlossen. Die U.S. Army baute eine Militärstraße, die Fort Steilacoom mit Fort Bellingham verband und den Stillaguamish River nahe dem Zusammenfluss überquerte. In den 1880er Jahren wurden Planwagen-Straßen von Marysville im Süden und von Silvana im Westen aus in das Gebiet gebaut, die Unternehmer in die Holzfällerlager, informell „The Forks“ genannt, brachten. Der erste Laden der Region wurde 1888 von Nels K. Tvete und Nils C. Johnson eröffnet. Ihm folgte ein Hotel für die Unterbringung und Verpflegung der Holzfäller.

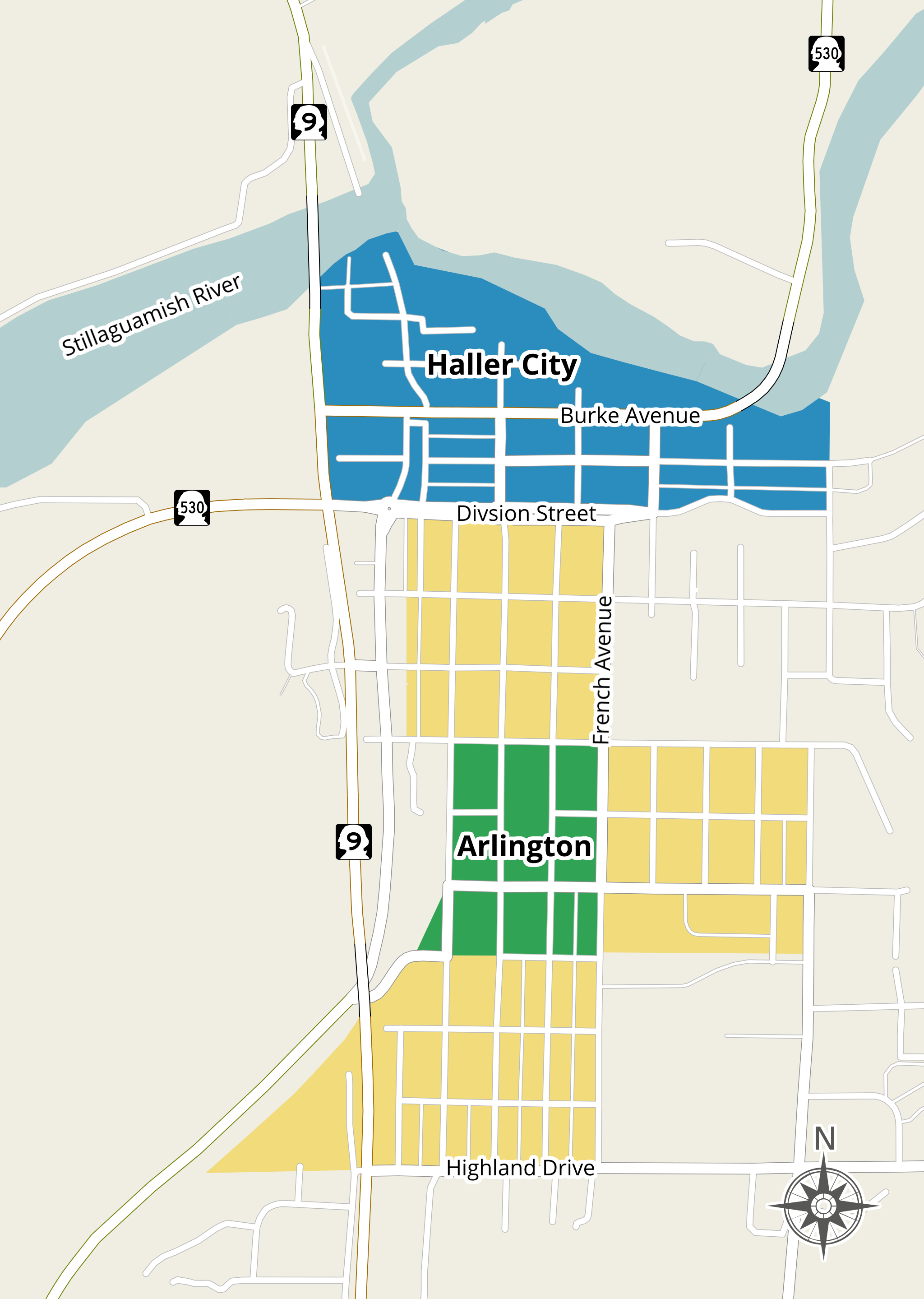
Original-Flurkarte von Arlington (grün) und Haller City (blau), mit späteren Erweiterungen von Arlington (gelb), die von der heutigen Innenstadt von Arlington überlagert ist

Zwei Siedlungen wurden südlich des Zusammenflusses gegründet in der Erwartung, dass die Seattle, Lake Shore & Eastern Railroad eine Eisenbahn durch das Gebiet bauen würde. G. Morris Haller, der Sohn von Colonel Granville O. Haller, gründete 1883 eine Siedlung am Ufer des Stillaguamish River und nannte sie „Haller City“. Die Seattle, Lake Shore & Eastern Railroad entschied sich zum Bau einer Bahnstation auf dem höher gelegenen Gelände südlich von Haller City und veranlasste so die Bauunternehmer Earl & McLeod, am 15. März 1890 eine neue Stadt an der Bahnstation zu gründen. Die neue Stadt wurde nach Henry Bennet, 1. Earl of Arlington „Arlington“ genannt, welcher Mitglied im Kabinett von König Karl II. von England war. Arlington und Haller City wurden 1890 jeweils innerhalb eines Monats parzelliert und entwickelten rasch eine Rivalität, die mehrere Jahre anhalten sollte.:804–806
Arlington und Haller City wuchsen in den ersten Jahren rasch und hatten 1893 zusammen 500 Einwohner, die vornehmlich von Landwirtschaft, Milchwirtschaft und der Herstellung von Holz-Schindeln lebten. Beide Städte gründeten ihre eigenen Schulen, Postämter, Saloons, Geschäfte, Kirchen, Clubs und Hotels. Beide Städte waren durch ein 16 ha (40 ac) großes Stück Land zweier Siedler getrennt, um die Vereinnahmung einer Stadt durch die andere zu verhindern. Während der späten 1890er Jahre wurde der Grundstücksstreit beigelegt und die Händler begannen in das stärker prosperierende Arlington abzuwandern, was das Ende von Haller City signalisierte.:130–133 Heute wird an Haller City durch einen nach der Stadt benannten Park in der Innenstadt von Arlington erinnert; außerdem ist eine Mittelschule des Arlington School District nach ihr benannt.

### Incorporation und frühe Jahre

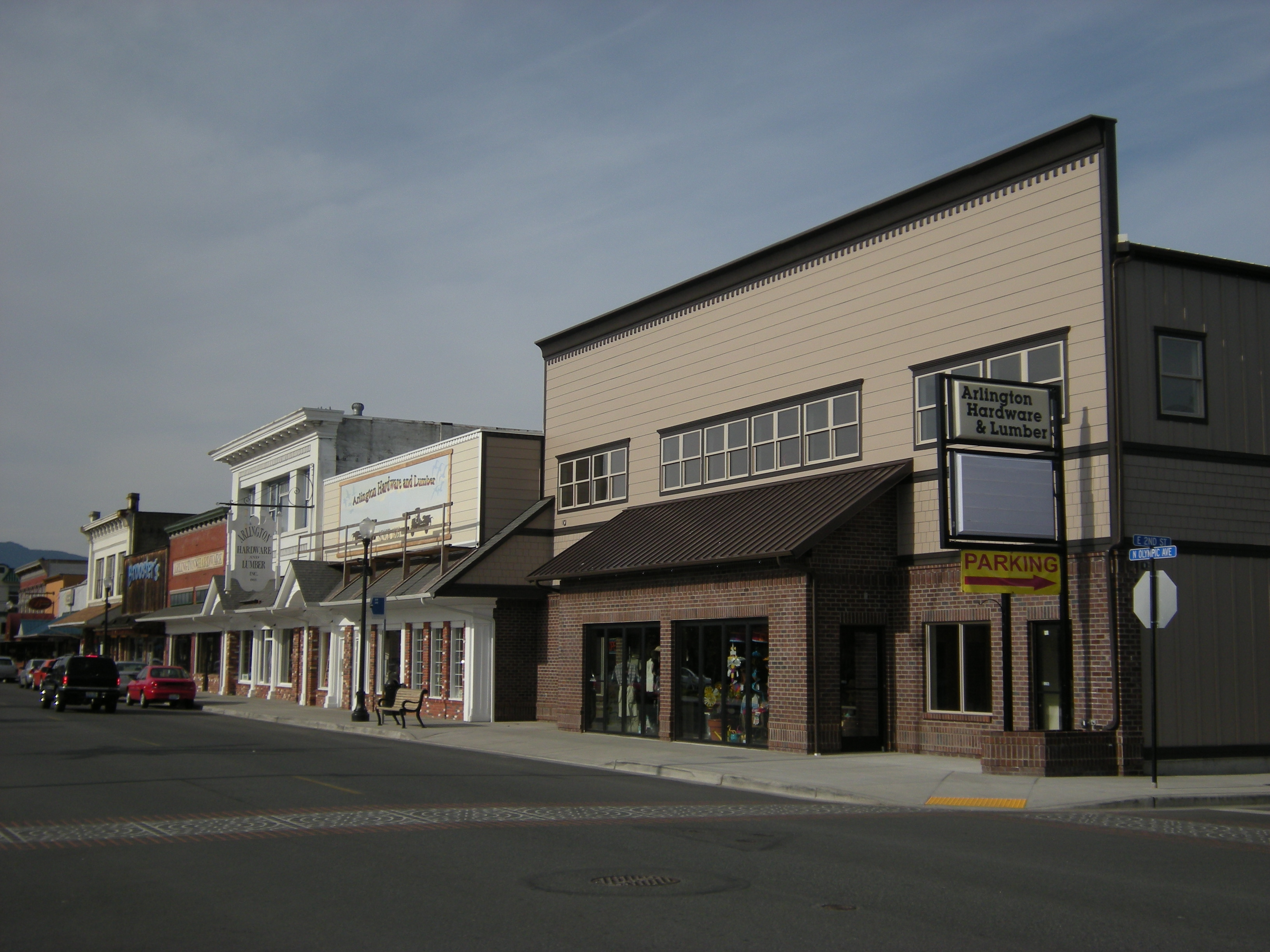
Die Fronten der Geschäfte an der Olympic Avenue in Downtown Arlington wurden in den frühen Jahren der Stadt gestaltet und seitdem durch die Stadt erhalten.

Arlington wurde am 20. Mai 1903 als Stadt 4. Klasse (gemäß der damaligen Klassifikation bei einer Einwohnerzahl zwischen 300 und 1.500) als Gebietskörperschaft anerkannt, wobei die Überbleibsel von Haller City (nördlich der heutigen Division Street) einbezogen wurden. Die Eingliederung folgte einem Referendum, in dem am 5. Mai 134 von 173 Stimmberechtigten diese befürworteten. Die neue Stadt wählte den Besitzer einer Schindel-Fabrik, John M. Smith, zu ihrem ersten Bürgermeister.:16 In den Folgejahren gründete Arlington eine örtliche Bank, eine Molkerei-Genossenschaft, einen Stadtpark, eine Bibliothek, ein Elektrizitätswerk und einen Telefondienst.:144
Während des frühen 20. Jahrhunderts blieben Säge- und Schindelwerke die größten Arbeitgeber in Arlington. Andere Industriezweige wie Milchverarbeitung, Metallverarbeitende Betriebe, Lager und Fabriken gewannen nach dem Ersten Weltkrieg während einer Wachstumsperiode der Stadt an Bedeutung. Die Große Depression der 1930er Jahre zwang alle Holzverarbeitende Werke außer einem zu schließen, so dass die Arbeitslosigkeit in Arlington und den benachbarten Städten anstieg. Die Bundesregierung gründete in der Nähe von Darrington ein Lager des Civilian Conservation Corps (CCC), um zeitweise Arbeit zu schaffen; die jungen Männer bauten Infrastrukturen und führten Brandbekämpfungsmaßnahmen im Mount Baker National Forest durch.:243–245 Die Works Progress Administration und die Civil Works Administration finanzierten den Bau der Bürgersteige, einer Highschool und des Arlington Municipal Airport, welcher 1934 eröffnet wurde.
Bei Ausbruch des Zweiten Weltkriegs verlegte die U.S. Navy Einheiten nach Arlington, nachdem der Flugplatz 1943 zur Marineflieger-Basis erklärt wurde. Die Navy baute neue Landebahnen und Hangars; 1946 wurde der Gemeinde gestattet, zivile und geschäftliche Dienste auf dem Flugplatz anzubieten. 1959 wurde das Eigentum am Flugplatz formell von der Bundesregierung an die Gemeinde Arlington übertragen.:72
Am 19. Oktober 1959 verunglückte eine Boeing 707-227 während eines Testfluges am Ufer des North Fork Stillaguamish River, wobei acht Besatzungsmitglieder getötet wurden. Das Flugzeug, von Boeing-Testpiloten geflogen, welche Angestellte der Braniff International Airways einwiesen, verlor drei Triebwerke; nach einer „Dutch Roll“ bei Überschreitung der Grenzwerte brach Feuer im vierten aus. Es wurde ein Notlandeversuch im Flussbett unternommen, nachdem ein nahegelegenes offenes Feld nicht erreicht werden konnte.

### Suburbanisierung und Gegenwart
Die Fertigstellung der Interstate 5 in Washington und der Washington State Route 9 in den späten 1960er Jahren erzeugte in Arlington ein starkes Bevölkerungswachstum, so dass eine Schlafstadt für Menschen entstand, die nach Everett und Seattle zu pendeln begannen. Die Entwicklung als Vorort begann in den 1980er und 1990er Jahren, als Arlington bis 2007 um 450 Prozent auf etwa 15.000 Einwohner anwuchs. Nach einem langen Rechtsstreit wurde Smokey Point eingemeindet, entlang der Interstate 5 südwestlich der Stadt gelegen. In der Auseinandersetzung unterlag Marysville, was anstelle von Smokey Point North Lakewood im Westen eingemeindete. Die Stadt entwickelte in den 1990er Jahren ein großes Gewerbegebiet um den Flugplatz herum, so dass die Zahl der Arbeitsplätze bis 2003 auf 11.000 anstieg.
Die Stadt Arlington beging 2003 ihren 100. Gründungstag mit einer Parade, einem Festival zu Ehren der Stadtgeschichte, Sportereignissen sowie Musik- und Theateraufführungen. Die Feierlichkeiten gipfelten in der Einweihung des 44 Mio US$ teuren Campus der Arlington High School, der die Zusammenführung aller Klassen der alten Schule ermöglichte. 2007 renovierte die Stadt sechs Häuserblocks der Olympic Avenue in der Innenstadt für 4,4 Mio. US$, wobei gleichzeitig die Gehwege verbreitert, Straßenbegleitgrün angelegt und die Straßenbeleuchtung neu installiert wurden. Das Projekt nutzte auch der Revitalisierung der Innenstadt und der Umwandlung der Olympic Avenue zu einer Bummelmeile und einem Veranstaltungsort für Festivals.
Am 22. März 2014 ereignete sich ein großer Erdrutsch nahe Oso, der etwa 2,6 km² erfasste und den North Fork Stillaguamish River mit Erd- und Geröllmassen staute. 43 Personen wurden getötet und etwa 50 Objekte zerstört. Der Erdrutsch sperrte die Washington State Route 530 nach Darrington und schnitt diese Stadt von der Außenwelt ab; Arlington wurde so zum Koordinationszentrum der Hilfsleistungen. Arlington erfuhr viel Anerkennung für seine Rolle bei der Hilfe für die Opfer und beherbergte Präsident Barack Obama während seines Besuchs des Katastrophengebietes im April.

## Geographie

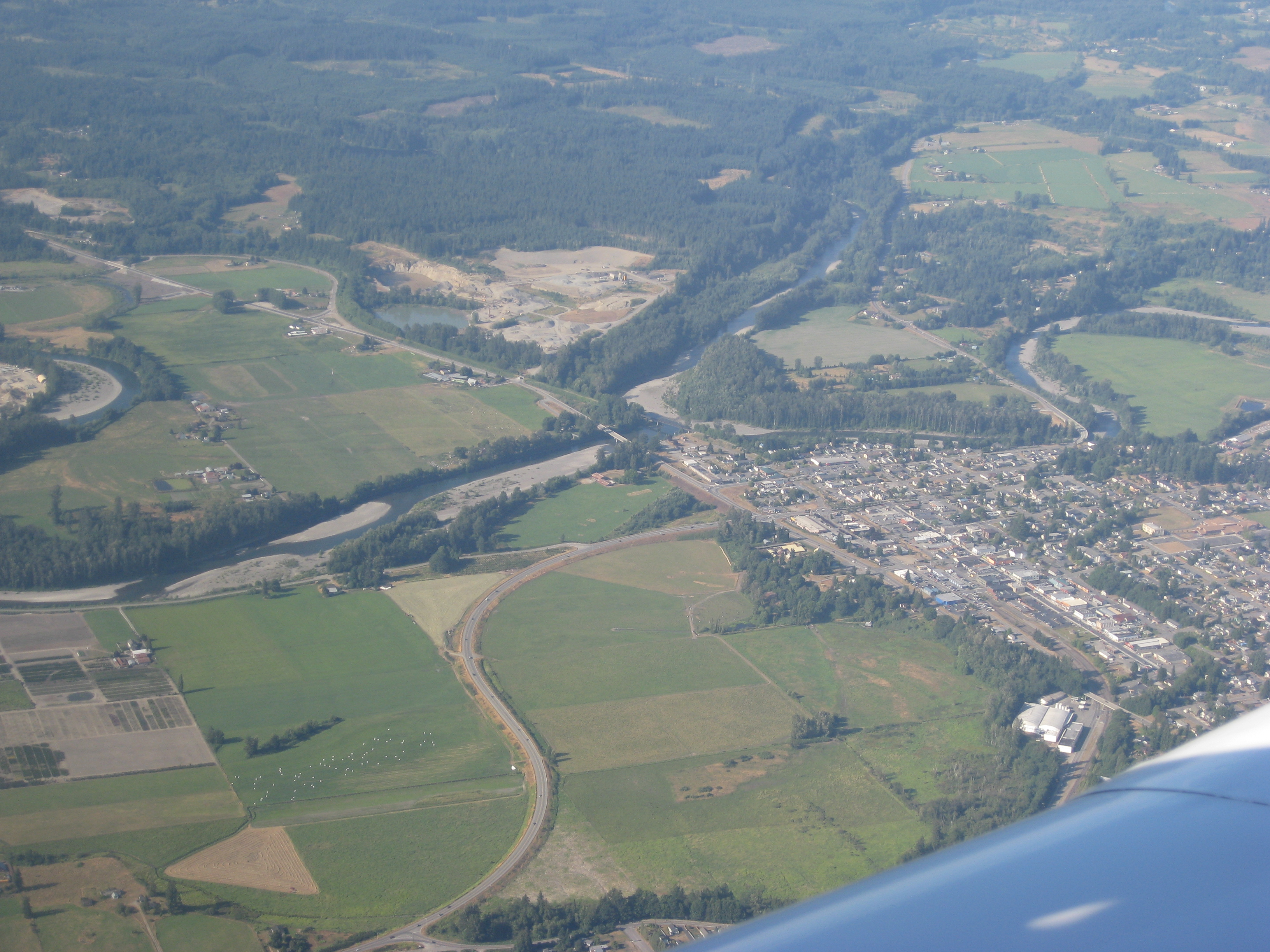
Luftansicht der Innenstadt von Arlington und der Aue des Stillaguamish River

Nach dem United States Census Bureau nimmt die Stadt Arlington eine Gesamtfläche von 23,98 km² ein, von denen 23,96 km² auf Land- und 0,02 km² auf Wasserflächen entfallen. Die Stadt liegt im nordwestlichen Teil des Snohomish County in West-Washington und wird als Teil der Metropolregion Seattle aufgefasst. Arlington liegt etwa 66 km nördlich von Seattle und 16 km nördlich von Everett. Arlingtons Stadtgrenzen sind im Allgemeinen definiert durch die Washington State Route 531 (172nd Street NE) und grob die 165th Street NE im Süden, die Interstate 5 in Washington im Westen, das Stillaguamish River Valley im Norden und die Ausläufer der Kaskadenkette im Osten.:E-18 Die Ausdehnungsgrenzen zur Eindämmung der Zersiedelung wurden auf einer Fläche von insgesamt 27 km² festgesetzt.:4-2
Die Stadt liegt auf einer im Pleistozän beim Rückzug des Inlandeises der Kordilleren geformten Terrasse.:E-18 Arlington bedeckt eine Reihe von Hügeln mit Höhenlagen zwischen 30 und 60 Metern über dem Meeresspiegel. Die Innenstadt befindet sich an einem Steil-Ufer am Zusammenfluss von North und South Fork zum Stillaguamish River. Der größte Teil von Arlington liegt auf der Wasserscheide zwischen dem Stillaguamish River mit dem Portage Creek und dem Snohomish River mit dem Quilceda Creek.:E-10 Von verschiedenen Punkten der Stadt aus sind die Olympic Mountains, Mount Pilchuck und der Mount Rainier am Horizont zu sehen.
Das Tal und die Aue des Stillaguamish River einschließlich Arlington liegen in einer Lahar-Gefahrenzone, etwa 97 km (60 mi) unterhalb des Glacier Peak, einem aktiven Schichtvulkan im Ostteil des Countys.:E-22 Während eines Ausbruchs vor 13.000 Jahren lagerten mehrere von Eruptionen ausgelöste Lahare mehr als 2 m mächtige Sedimente im Gebiet des heutigen Arlington ab.

### Teilbereiche und angrenzende Gebiete
| Bryant       | Stillaguamish River                         | Trafton           |
| Silvana      | Kompassrose, die auf Nachbargemeinden zeigt | Arlington Heights |
| Smokey Point | Marysville                                  | Granite Falls     |

Die Stadt Arlington veröffentlicht einen 10-Jahres-Masterplan, welcher das städtische Entwicklungsgebiet in zehn Untergebiete teilt, welche wiederum eigene Untergebiete und Viertel enthalten.:4-1
- Die Altstadt besteht aus der Innenstadt und angrenzenden Wohnvierteln, die im frühen 20. Jahrhundert gebaut wurden.[48] Die nördlichen Abschnitte enthalten während des Nachkriegsbooms entwickelte Geschäftsviertel, die sich von den älteren Gebäuden der Olympic Avenue unterscheiden.[41]:4–6
- Arlington Bluff ist ein Wohnviertel zwischen Stillaguamish River und dem Industriezentrum am Arlington Municipal Airport.[41]:4–8
- Kent Prairie, ein Wohnviertel südlich der Altstadt, wurde in der frühen Nachkriegsperiode entwickelt. Das Gebiet enthält Geschäfte mit einem kleinen Zentrum an der Kreuzung der State Route 9 mit der 204th Street NE.[41]:4–8 Das Gebiet beherbergte einst ein Dorf der Stillaguamish,[49] wie auch Arlingtons erstes Schulgebäude, erbaut 1884.[50]
- Das als Manufacturing Industrial Center ausgewiesene Gebiet ist ein Industriedistrikt südwestlich der Altstadt, das den Arlington Municipal Airport und die einzige aktive Bahnstation der Stadt umschließt.[41]:2-2
- Hilltop besteht aus Arlingtons größten planmäßig angelegten Wohnvierteln einschließlich Gleneagle, Crown Ridge und den Magnolias.[47] Es befindet sich südlich von Kent Prairie auf einer großen geologischen Terrasse an der Westseite der State Route 9.[41]:4–13 Gleneagle ist Arlingtons größtes Einzelviertel mit über 1.000 Wohnhäusern und einem privaten Golfplatz.[51]
- Das Gebiet Brekhus/Beach, auch als Burn Hill bekannt, ist ein Wohngebiet südöstlich der Altstadt und hat sein Zentrum entlang der Burn Road.[41]:4–15

Das West Arlington Subarea, ausgewiesen 2011, vereint mehrere Wohnviertel, die durch Arlington in den 1990er und 2000er Jahren eingemeindet wurden, einschließlich Smokey Point und Island Crossing.:4–10
- Smokey Point, 1999 von Arlington eingemeindet,[53] ist ein wichtiges Wohn- und Geschäftsviertel an der Kreuzung[54] von Interstate 5 und State Route 531 südwestlich von Arlington.[55] Teile von Smokey Point erstrecken sich westlich und südlich in die Stadt Marysville hinein, die das Gebiet in den 2000er Jahren eingemeindete.[56]
- Island Crossing, an der Einmündung[57] der State Route 530 in die Interstate 5 gelegen, ist eine ländliche Gemeinde mit einer Anzahl aneinander angrenzender Geschäfte. Es wurde 2008 von Arlington eingemeindet,[58] und für die wirtschaftliche Entwicklung bestimmt.[59]
- Das geplante King-Thompson Subarea liegt nordwestlich von Smokey Point und außerhalb der Stadt- und Ausdehnungsgrenzen von Arlington. Es wurde als potenzielles Gebiet für die intensive Entwicklung von Wohngebieten identifiziert.[41]:4–16 Die Stadtregierung schlug 2013 das Gebiet als in die Stadt aufzunehmen vor, zog diesen Vorschlag jedoch 2016 zurück.[60]

### Klima
Arlington hat allgemein ein ähnliches Klima wie die meisten Niederungen am Puget Sound mit trockenen Sommern und milden, regenreichen Wintern, die vom Einfluss des Pazifiks herrühren. Die meisten Niederschläge fallen im Winter und zeitigen Frühjahr; Arlington verzeichnet durchschnittlich 181 Tage mit Niederschlag pro Jahr. Verglichen mit den umliegenden Gemeinden sind die Niederschläge in Arlington durch die Lage in den Ausläufern der Kaskadenkette höher; im Vergleich zu Everett (ca. 840 mm) fallen etwa 1.200 mm pro Jahr. In Arlington fallen selten erwähnenswerte Mengen Schnee, seit 1922 sind es durchschnittlich 18 cm pro Jahr.
Der Juli ist im Schnitt Arlingtons wärmster Monat mit Höchsttemperaturen von 23,1 °C, während der Januar der kälteste Monat mit Höchsttemperaturen von 6,9 °C ist. Die höchste jemals gemessene Temperatur betrug am 1. Oktober 1923 37 °C, während die tiefste Temperatur am 1. Januar 1979 mit −14 °C registriert wurde.
Nach der Klimaklassifikation von Köppen & Geiger hat Arlington ein sommerwarmes mediterranes Klima (Csb).
|                        | Jan    | Feb    | Mär    | Apr   | Mai   | Jun   | Jul   | Aug   | Sep   | Okt    | Nov    | Dez    |   |          |
| Mittl. Temperatur (°C) | 2,72   | 5,17   | 6,25   | 9,06  | 11,33 | 14,14 | 16,64 | 16,81 | 12,33 | 12,11  | 5,86   | 3,53   | ⌀ | 9,7      |
| Mittl. Tagesmax. (°C)  | 15,00  | 21,11  | 23,89  | 26,11 | 28,33 | 31,67 | 33,89 | 34,44 | 30,00 | 36,67  | 18,89  | 15,56  | ⌀ | 26,3     |
| Mittl. Tagesmin. (°C)  | −13,89 | −8,89  | −5,00  | −2,22 | −0,56 | 1,67  | 4,44  | 6,11  | 2,78  | −4,44  | −9,44  | −12,78 | ⌀ | −3,5     |
|                        |        |        |        |       |       |       |       |       |       |        |        |        |   |          |
| Niederschlag (mm)      | 147,32 | 107,70 | 113,03 | 95,00 | 83,82 | 68,83 | 35,56 | 41,40 | 67,06 | 113,28 | 154,43 | 156,21 | Σ | 1.183,64 |
|                        |        |        |        |       |       |       |       |       |       |        |        |        |   |          |
| Regentage (d)          | 20     | 16     | 18     | 16    | 13    | 12    | 6     | 7     | 10    | 15     | 19     | 20     | Σ | 172      |

| −13,89 |

| −8,89 |

| −5,00 |

| −2,22 |

| −0,56 |

| 1,67 |

| 4,44 |

| 6,11 |

| 2,78 |

| −4,44 |

| −9,44 |

| −12,78 |

| −13,89 |

| −8,89 |

| −5,00 |

| −2,22 |

| −0,56 |

| 1,67 |

| 4,44 |

| 6,11 |

| 2,78 |

| −4,44 |

| −9,44 |

| −12,78 |

## Demographie
| Jahr | Einwohner¹ |
| ---- | ---------- |
| 1910 | 1.476      |
| 1920 | 1.418      |
| 1930 | 1.439      |
| 1940 | 1.460      |
| 1950 | 1.635      |
| 1960 | 2.025      |
| 1970 | 2.261      |
| 1980 | 3.282      |
| 1990 | 4.037      |
| 2000 | 11.713     |
| 2010 | 17.926     |
| 2020 | 19.868     |

¹ 1910–2020: U.S. Decennial Census

Zum United States Census 2010 hatte die Stadt Arlington 17.926 Einwohner und war somit die neuntgrößte von 17 Städten (Citys) im Snohomish County. Von 1980 bis 2010 wuchs Arlingtons Einwohnerzahl durch den Bau von vorstädtischen Wohngebieten und durch Eingemeindung um 450 Prozent. Das United States Census Bureau schätzte 2020 die Einwohnerzahl auf 19.868. Der Stadtrat schätzte 2005, dass Arlingtons Bevölkerung sich von 15.000 auf 30.528 im Jahr 2025 verdoppeln würde.

### Census 2010
Nach der Volkszählung von 2010 gab es in Arlington 17.926 Einwohner, 6.563 Haushalte und 4.520 Familien. Die Bevölkerungsdichte betrug 748,2 pro km². Es gab 6.929 Wohneinheiten bei einer mittleren Dichte von 289,2 pro km².
Die Bevölkerung bestand zu 85,6 % aus Weißen, zu 1,2 % aus Afroamerikanern, zu 1,4 % aus Indianern, zu 3,3 % aus Asiaten, zu 0,3 % aus Pazifik-Insulanern, zu 3,9 % aus anderen „Rassen“ und zu 4,2 % aus zwei oder mehr „Rassen“. Hispanics oder Latinos „jeglicher Rasse“ bildeten 9,5 % der Bevölkerung.
Von den 6563 Haushalten beherbergten 40,3 % Kinder unter 18 Jahren, 50,7 % wurden von zusammen lebenden verheirateten Paaren, 12,6 % von alleinerziehenden Müttern und 5,6 % von alleinstehenden Vätern geführt; 31,1 % waren Nicht-Familien. 24 % der Haushalte waren Singles und 10,2 % waren alleinstehende über 65-jährige Personen. Die durchschnittliche Haushaltsgröße betrug 2,7 und die durchschnittliche Familiengröße 3,21 Personen.
Der Median des Alters in der Stadt betrug 34,3 Jahre. 28,3 % der Einwohner waren unter 18, 8,7 % zwischen 18 und 24, 29,2 % zwischen 25 und 44, 22,4 % zwischen 45 und 64 und 11,3 65 Jahre oder älter. Von den Einwohnern waren 48,6 % Männer und 51,4 % Frauen.

### Census 2000
Nach der Volkszählung von 2000 gab es in Arlington 11.713 Einwohner, 4.281 Haushalte und 3.097 Familien. Die Bevölkerungsdichte betrug 598,2 pro km². Es gab 4.516 Wohneinheiten bei einer mittleren Dichte von 230,6 pro km².
Die Bevölkerung bestand zu 90,01 % aus Weißen, zu 1,13 % aus Afroamerikanern, zu 1,04 % aus Indianern, zu 2,2 % aus Asiaten, zu 0,32 % aus Pazifik-Insulanern, zu 2,47 % aus anderen „Rassen“ und zu 2,83 % aus zwei oder mehr „Rassen“. Hispanics oder Latinos „jeglicher Rasse“ bildeten 5,83 % der Bevölkerung.
Von den 4281 Haushalten beherbergten 42,6 % Kinder unter 18 Jahren, 56,7 % wurden von zusammen lebenden verheirateten Paaren, 11,5 % von alleinerziehenden Müttern geführt; 27,7 % waren Nicht-Familien. 22,7 % der Haushalte waren Singles und 9,3 % waren alleinstehende über 65-jährige Personen. Die durchschnittliche Haushaltsgröße betrug 2,72 und die durchschnittliche Familiengröße 3,19 Personen.
Der Median des Alters in der Stadt betrug 32 Jahre. 31,5 % der Einwohner waren unter 18, 8 % zwischen 18 und 24, 32,6 % zwischen 25 und 44, 18,4 % zwischen 45 und 64 und 9,6 65 Jahre oder älter. Auf 100 Frauen kamen 93,3 Männer, bei den über 18-Jährigen waren es 91,2 Männer auf 100 Frauen.
Alle Angaben zum mittleren Einkommen beziehen sich auf den Median. Das mittlere Haushaltseinkommen betrug 40.000 US$, in den Familien waren es 51.941 US$. Männer hatten ein mittleres Einkommen von 41.517 US$ gegenüber 26.912 US$ bei Frauen. Das Pro-Kopf-Einkommen betrug 19.146 US$. Etwa 5,8 % der Familien und 7,2 % der Gesamtbevölkerung lebte unterhalb der Armutsgrenze; das betraf 9,2 % der unter 18-Jährigen und 10,4 % der über 65-Jährigen.

## Wirtschaft
Arlington hatte 2015 eine geschätzte arbeitsfähige Bevölkerung (beschäftigt oder arbeitslos) von 9.481 Einwohnern. Der durchschnittliche Arbeitsweg für die Beschäftigten in Arlington betrug 2015 etwa 30 Minuten; 85 Prozent der Beschäftigten fuhr allein zur Arbeit, sieben Prozent bildeten Fahrgemeinschaften und zwei Prozent nutzten den öffentlichen Verkehr. Nur zwölf Prozent der Beschäftigten in Arlington arbeitete 2015 innerhalb der Stadtgrenzen, während etwa 17 Prozent nach Everett, neun Prozent nach Seattle, acht Prozent nach Marysville, drei Prozent nach Bellevue, zwei Prozent nach Renton und 49 Prozent in andere Städte pendelten, von denen jedoch weniger als zwei Prozent einen Nachweis führten. Die größten Arbeitgeber für die Beschäftigten in Arlington sind Bildung und Gesundheitswesen (19 %), verarbeitendes Gewerbe (18 %), Handel (11 %) und Gaststättengewerbe (10 %).
Arlingtons frühe Wirtschaft beruhte hauptsächlich auf Holzeinschlag und der Verarbeitung des Holzes, namentlich der Herstellung von Schindeln aus dem Red Cedar genannten Riesen-Lebensbaum in Fabriken, die während der Weltwirtschaftskrise der 1930er Jahre schließen mussten. Regional war Arlington als Schindel-Hauptstadt der Welt bekannt, obwohl die Werke in Everett und Ballard, einem Stadtteil von Seattle, zu dieser Zeit größere Mengen Schindeln herstellten. Landwirtschaft und Milchwirtschaft taten sich als wichtige Wirtschaftszweige im Arlington des frühen 20. Jahrhunderts hervor; insbesondere die Auen des Stillaguamish River wurden von Milchviehbetrieben bewirtschaftet. Eine bedeutende Genossenschafts-Molkerei (mit einer Produktionslinie von Kondensmilch) wurde in den 1910er Jahren in Arlington gegründet, jedoch nach dem Zweiten Weltkrieg nach Mount Vernon verlegt.:18
Die Verwandlung von Arlington in eine Schlafstadt für Everett und Seattle während der 1980er und 1990er Jahre ging mit einer Umorientierung hin zu Dienstleistungen als Wirtschaftsfaktor einher.:1–10 Unter den größten Arbeitgebern der Einwohner von Arlington sind das Boeing-Werk Everett und der Navy-Standort Naval Station Everett. Die Ausweitung der Luftfahrtindustrie in der Region Seattle erlaubte Arlington die Entwicklung des gemeindeeigenen Flugplatzes zu einem Luft- und Raumfahrt-Standort mit einer hohen Konzentration an Zulieferern für Boeing. 2012 waren auf dem Flugplatzgelände 130 Firmen mit zusammen 590 Beschäftigten ansässig,:9–11 die eine Wertschöpfung von 94,5 Mio. US$ pro Jahr hatten.
Die Stadt Arlington plant die Erhöhung der Zahl der Arbeitsplätze auf über 20.000 bis 2035,:5–16 unterstützt von der geplanten Ausweisung des Arlington-Marysville Manufacturing Industrial Center durch das Puget Sound Regional Council, eine lokale Planungsorganisation. Das Industriezentrum, zwischen den beiden Städten nahe Smokey Point gelegen, beherbergt bereits ein wichtiges Logistikzentrum und Betriebe der Leichtindustrie.

## Exekutive und Politik

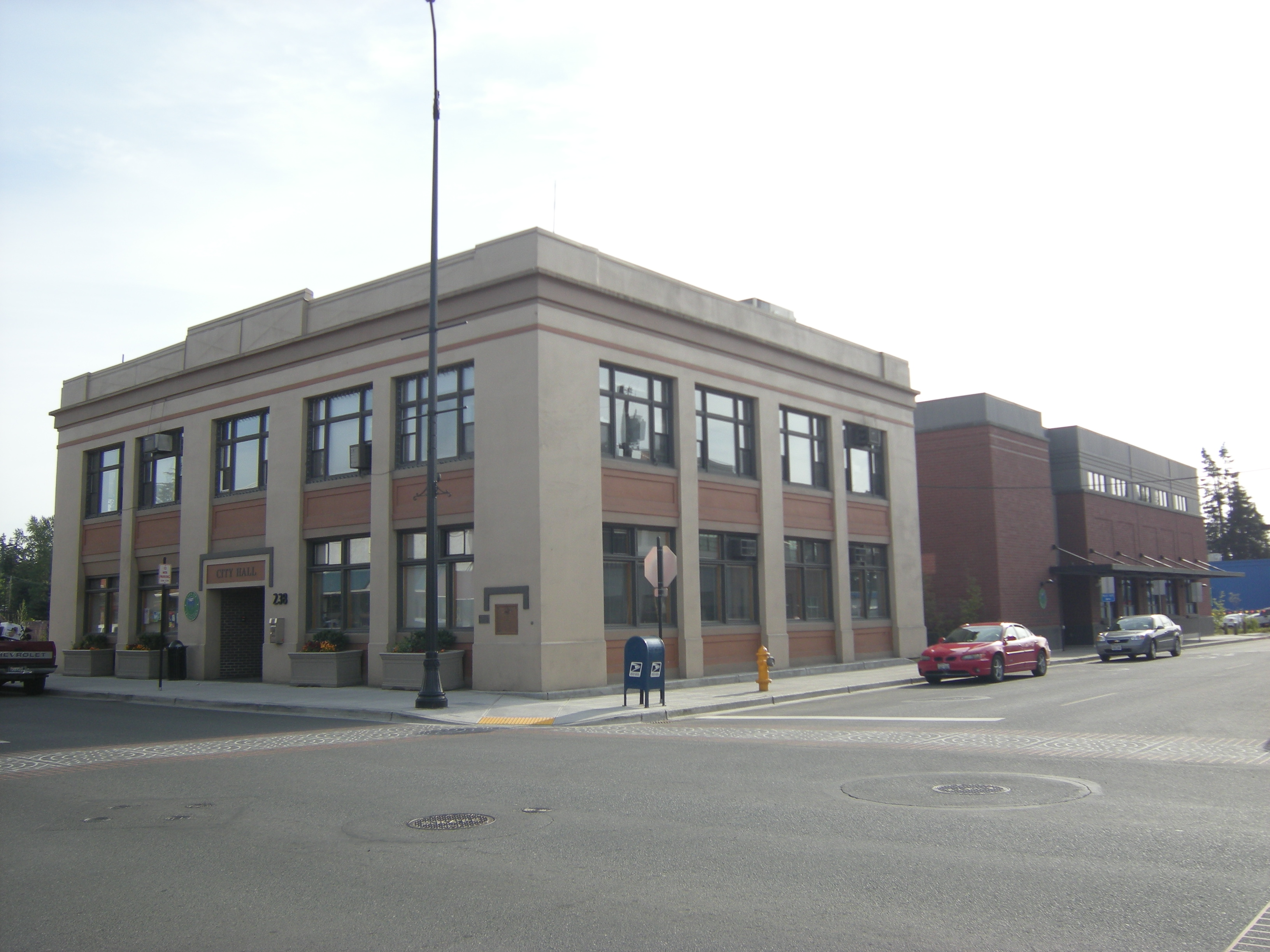
Arlingtons Rathaus an der Olympic Avenue in der Innenstadt

Arlington ist als Non-Charter Code City (im Bundesstaat Washington eine Stadt mit maximaler lokaler Kontrolle unter der Verfassung und den Gesetzen des Bundesstaats, aber ohne Satzung) ausgewiesen. Sie wird von einem gewählten Verwaltungsrat mit gewähltem Bürgermeister (Mayor–council Government) regiert. Der Bürgermeister ist für vier Jahre gewählt und regiert ohne Beschränkungen seiner Amtsgeschäfte (no term limits). Die gegenwärtige Bürgermeisterin von Arlington ist Barbara Tolbert, die erstmals 2011 und erneut 2015 gewählt wurde. Tolberts Vorgänger waren u. a. John und Margaret Larson, die von 1980 bis 1990 bzw. 2003 bis 2011 das Amt innehatten.
Der Stadtrat besteht aus sieben Einwohnern, die in einem partei-fernen Blockvotum für vier Jahre gewählt werden. Der Rat bestimmt auch einen Stadtverwalter zur Führung der laufenden Geschäfte. Der Stadtrat tritt zweimal monatlich im Rathaus in der Innenstadt zusammen. Nach dem Auditor des Staates Washington beschäftigt Arlingtons Stadtverwaltung 128 Angestellte in Vollzeit und verfügt über ein jährliches Budget von 50 Mio. US$. Die Stadtverwaltung ging 2017 zu einem Zwei-Jahres-Haushalt über, nachdem der Rat einen entsprechenden Erlass 2016 gebilligt hatte. Die Stadtverwaltung betreibt Notfalldienste, Wasserver- und Abwasserentsorgung, Straßenunterhaltung, Parks und Erholungseinrichtungen, einen Flugplatz und einen Friedhof.
Auf Bundesebene gehört Arlington zum 2. Wahlbezirk des US-Repräsentantenhauses, welcher seit 2001 vom Demokraten Rick Larsen vertreten wird. Auf Ebene des Bundesstaates gehört die Stadt zum 39. Wahlbezirk, vertreten durch den Senator Kirk Pearson und die Abgeordneten Dan Kristiansen und Elizabeth Scott. Arlington gehört in Gänze zum 1. Wahlbezirk des Snohomish County Council, welcher seit 2017 von Nate Nehring, dem Sohn des Bürgermeisters von Marysville, Jon Nehring, vertreten wird.
Bei der Präsidentschaftswahl in den Vereinigten Staaten 2016 stimmten 50,6 % der Wähler in Arlington für den Republikaner Donald Trump, während 39,5 % für die Demokratin Hillary Clinton votierten. Bei der im selben Jahr abgehaltenen Gouverneurswahl in Washington stimmten 42,9 % der Wähler in Arlington für den demokratischen Amtsinhaber Jay Inslee, während 56,8 % für den Republikaner Bill Bryant votierten. Bei der Präsidentschaftswahl 2012 gewann der Demokrat Barack Obama in Arlington fast 50,6 % der Stimmen.

## Kultur

### Kunst
Kunst im öffentlichen Raum ist in Arlington seit 2007 für öffentliche Bauprojekte verpflichtend, seit eine Auflage festlegt, dass ein Prozent der Investitionssumme für Kunst am Bau ausgegeben werden muss. Das Arlington Arts Council, gegründet 2004, hat 30 Skulpturen und Wandgemälde erworben, die den Sculpture Walk in der Innenstadt von Arlington bilden sowie den Centennial Trail begleiten. Auf dem Campus der Arlington High School existiert mit dem Byrnes Performing Arts Center ein Objekt für die Aufführungen der Darstellenden Kunst, welches 2007 eröffnet wurde.

### Parks und Erholung
Arlington hat 17 von der Stadt unterhaltene Parkanlagen mit mehr als 104 ha öffentlichen Raums innerhalb der Stadt- und Ausdehnungsgrenzen. Die Parkflächen bestehen aus Naturschutzflächen, Wohngebietsparks, Sportflächen, Spielplätzen, Gondelteichen und Gärten.:7-3 Der Arlington School District unterhält außerdem auf 24 ha Sportflächen und Spielplätze, die außerhalb der Schulzeiten für die Öffentlichkeit zugänglich sind.:7-3
Arlingtons größter Park ist der County Charm Park and Conservation Area östlich der Innenstadt entlang des South Fork Stillaguamish River. Der 61 ha große Park wurde 2010 von der Familie Graafstra angekauft und wird mit Sportflächen, Wanderwegen, Campingplätzen und einem Badestrand sowie einem 16 ha großen Auwald-Reservat geplant. Am gegenüberliegenden Ufer befindet sich der Twin Rivers Park, Arlingtons zweitgrößte Anlage, ein 20 ha großer Park mit Sportflächen, der dem Snohomish County gehört, aber von der Stadt Arlington erhalten wird. Der drittgrößte Park der Stadt ist der Bill Quake Memorial Park, eine aus Fußball- und Baseball-Feldern bestehende 5,2 ha große Anlage in der Nähe des Arlington Municipal Airport.
Dem County gehört gleichfalls das Portage Creek Wildlife Area, ein fast 65 ha großes Schutzgebiet außerhalb der Stadtgrenzen nahe der Innenstadt von Arlington. Das Gebiet war ursprünglich eine Milchvieh-Farm, die in den 1990er und 2000er Jahren zu einem Feuchtgebiet renaturiert wurde.
Arlington liegt an der Kreuzung zweier Hauptwege des Countys für Radfahrer, Wanderer und Reiter: dem Snohomish County Centennial Trail, welcher über 47 km von Bryant nach Snohomish führt, und dem Whitehorse Trail, welcher über 43 km östlich von Arlington nach Darrington führt. Beide Wege nutzen ein Wegerecht, welches das Snohomish County nach Aufgabe dessen durch die Burlington Northern Railroad am Ende des 20. Jahrhunderts erwarb.:7-4 Die Stadt Arlington unterhält außerdem einen fast 10 km (6 mi) langen unbefestigten Wanderweg rund um den Arlington Municipal Airport.

### Festivals und Ereignisse
Der Arlington Municipal Airport richtet das jährliche Arlington Fly-In, eine Flugschau, am Wochenende nach dem Unabhängigkeitstag aus. Das Fly-In wird seit 1969 jährlich veranstaltet; es ist das drittgrößte Event dieser Art in den Vereinigten Staaten mit mehr als 50.000 Besuchern und 1.600 Flugzeugen.
Die Downtown Arlington Business Association richtet mehrere jährliche Veranstaltungen in der Innenstadt von Arlington aus, darunter eine Automobilmesse im Juni, ein Straßenfest auf der Olympic Avenue im Juli, und ein Wikinger-Festival im Oktober. Die Stillaguamish veranstalten ein jährliches Powwow und Fluss-Festival im River Meadows County Park am South Fork des Stillaguamish River.

### Medien

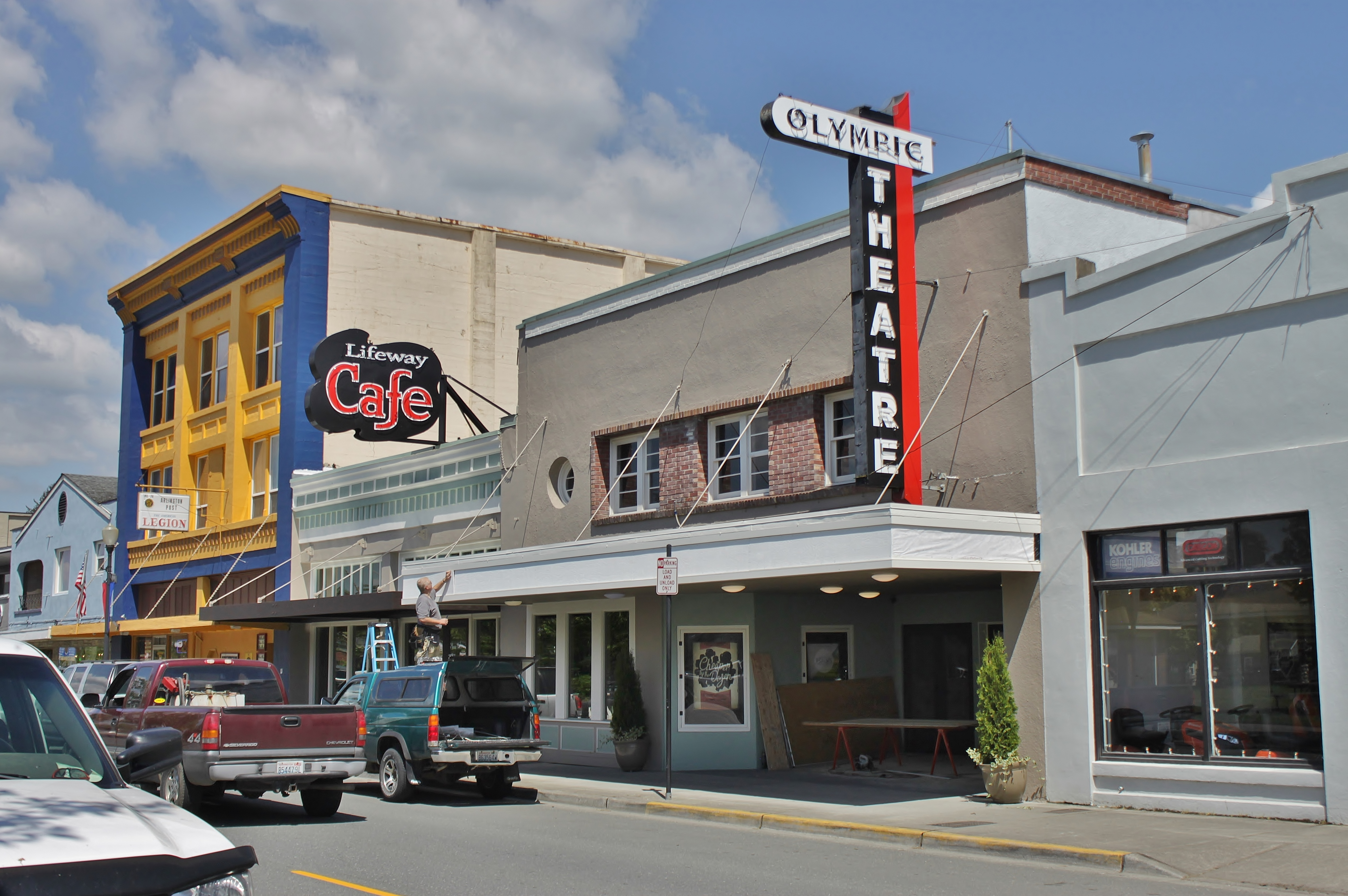
Das Olympic Theatre in der Innenstadt von Arlington, welches als das einzige Kino der Stadt von 1939 bis 2014 betrieben wurde.

Arlington hat eine Wochenzeitung, The Arlington Times, die im Gebiet von Arlington seit 1890 herausgegeben wird. Sie war seit 1964 zusammen mit dem Marysville Globe in öffentlichem Besitz; beide wurden 2007 durch Sound Publishing, eine Tochtergesellschaft der Black Press, erworben. The Herald in Everett versorgt das gesamte County einschließlich Arlington mit einer Tageszeitung. Arlington ist gleichfalls Teil des Medienmarktes Seattle–Tacoma und wird von in Seattle herausgegebenen Medien wie der Seattle Times versorgt; außerdem existieren verschiedene Fernseh- (KOMO-TV, KING-TV, KIRO-TV und KCPQ-TV) und Radio-Stationen.
Arlington ist seit dessen Gründung 1962 Teil des Bibliotheksverbundes Sno-Isle Libraries der Countys Island und Snohomish. Eine fast 470 m² große Bibliothek wurde 1981 nahe der Innenstadt gebaut und bietet mehr als 54.000 Medien zur Ausleihe an,:9–12 doch wurden schon in den 2000er Jahren Ersatz und Renovierung ersichtlich. Sno-Isle benannte 2016 die Arlington Library als Top-Priorität für Renovierung und Erweiterung, während gleichzeitig der Bedarf für die Versorgung von Smokey Point erkannt wurde. Eine Zweigstelle für Smokey Point öffnete im Januar 2018, die einen geleasten Verkaufsraum nutzte. Arlington hatte ein Kino mit einem Saal und 381 Sitzplätzen, das Olympic Theatre in der Innenstadt, das von 1939 bis 2014 geöffnet war.

### Historisches Erbe
Das von Freiwilligen betriebene Stillaguamish Valley Pioneer Museum, südwestlich der Innenstadt von Arlington gelegen, wurde 1997 eröffnet. Das Museum behandelt den Stillaguamish River und stellt historische Haushaltsgegenstände und Fahrzeuge, Holzfäller-Werkzeuge und historische Zeitungen und Bilder des Gebietes um Arlington sowie eine Modelleisenbahn aus.
Im Gebiet von Arlington sind zwei Objekte im National Register of Historic Places (NRHP) gelistet. Die Trafton School in Trafton wurde 1888 erbaut und 1912 nach einem Brand wieder errichtet. Sie wurde als historischer Ort 2006 in die Liste aufgenommen, kurz bevor sie durch den Arlington School District geschlossen wurde. Die Arlington Naval Auxiliary Air Station (Teil des heutigen Arlington Municipal Airport) wurde 1995 als historischer Ort gelistet.

### Persönlichkeiten
- Kenneth Boulton (* 1962), Pianist[130]
- Bob Drewel, früherer County Executive (vergleichbar einem deutschen Landrat)[131]
- Celia M. Hunter, Umwelt- und Naturschützerin[132]
- John Koster, früherer Abgeordneter der Staates Washington und Mitglied des County Council[133]
- Rick Larsen (* 1965), Kongressabgeordneter[134]
- Erik Norgard, American-Football-Spieler[134]

## Bildung

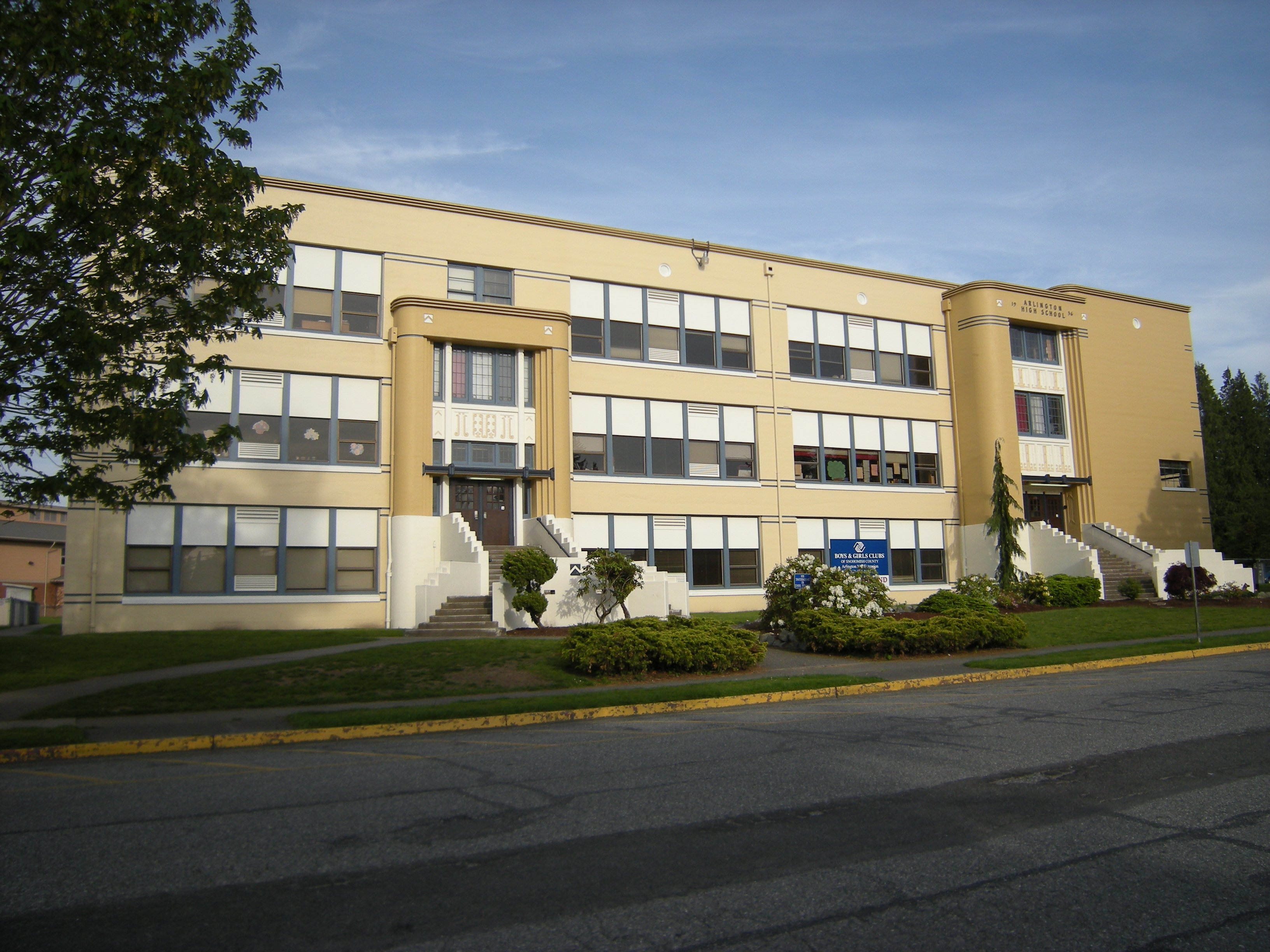
Das Gebäude der früheren Arlington High School wurde 1999 aufgegeben

Öffentliche Schulen in Arlington werden vom Arlington School District betrieben, welche nicht nur auf einem Großteil des Stadtgebietes, sondern auch in abseits gelegenen Gebieten wie Arlington Heights, Bryant, Getchell, und Sisco Heights agiert. Der District betreute 2014 etwa 5.528 Studenten und Schüler an neun Schulen (eine Highschool, zwei Mittelschulen, vier Grundschulen und zwei sonstige Bildungseinrichtungen).:9–17 In den frühen 2000er Jahren eröffnete der Schulbezirk vier neue Schulgebäude als Ersatzbauten, nachdem die Wähler von Arlington dafür die Aufnahme einer Kommunalanleihe in Höhe von 54 Mio. US$ befürwortet hatten. Das Wohnviertel Smokey Point wird vom Lakewood School District betreut, welcher seinen Sitz im gemeindefreien North Lakewood hat und das Gebiet bereits vor der Eingemeindung durch Arlington kontrollierte.
Arlington liegt etwa 24 km vom Everett Community College im nördlichen Everett entfernt, der nächsten höheren Bildungseinrichtung. Das College bietet seit 2016 Kurse für Grundfertigkeiten und Job Training an der Weston High School in Arlington an; auch eine Zweigstelle des Advanced Manufacturing Training & Education Center wird dort vom College unterhalten.
Das Gebiet von Smokey Point wurde 1966 als Standort für ein Öffentliches College mit vier Jahren Studiendauer vorgeschlagen, wobei die Stadt Arlington der Regierung des Bundesstaates ein 261 ha großes Gelände anbot. Die Washington State Legislature entschied sich jedoch für den Bau des Colleges in Olympia, woraus das Evergreen State College entstand. Das fragliche Gebiet in Smokey Point wurde in den 2000er Jahren erneut von Arlington und Marysville als Standort eines Außen-Campus einer University of Washington angeboten, aber das Projekt wurde durch die State Legislature zunächst in einen Wartestatus versetzt und schließlich zugunsten eines Außen-Campus der Washington State University in Everett aufgegeben.

## Infrastruktur

### Verkehr

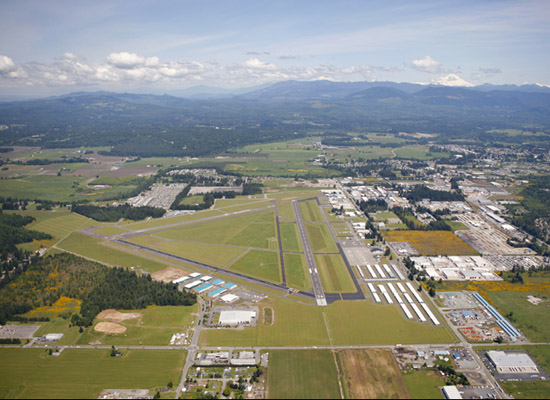
Luftansicht des Arlington Municipal Airport

#### Straßenverkehr
Downtown Arlington liegt an der Einmündung der State Route 530 in die State Route 9, die als die wichtigsten Highways in die Stadt fungieren. Von Arlington aus verläuft die State Route 9 nördlich in das Skagit County und südlich nach Snohomish; die State Route 530 führt westlich zu einer Einmündung in die Interstate 5, die Haupt-Nord-Süd-Verbindung zwischen Seattle und Vancouver (British Columbia), sowie östlich nach Darrington. Innerhalb der Stadt gibt es einen weiteren Highway, die State Route 531, welche Smokey Point, den lokalen Flughafen und Gleneagle mit der Interstate 5 und der State Route 9 im südlichen Teil der Stadt verbindet. Weitere wichtige Ein- und Ausfallstraßen sind der Smokey Point Boulevard und die 67th Avenue NE, die innerhalb von Arlington als Nord-Süd-Durchgangsstraßen dienen.:8-5
Öffentlicher Verkehr wird in Arlington von Community Transit angeboten, einem öffentlichen Verkehrsunternehmen, das im größten Teil des Snohomish County agiert. Community Transit bedient täglich eine Buslinie von Downtown Arlington nach Smokey Point sowie weitere Linien nach Marysville, Everett, Lynnwood und Stanwood von einem Verkehrsknoten in Smokey Point aus. Während der Hauptverkehrszeiten betreibt Community Transit auch eine lokale Linie nach Darrington und zur Boeing Everett Factory von einem Park-and-Ride-Punkt in Downtown Arlington aus.

#### Schienenverkehr
Arlington wird auch von Eisenbahnen angefahren; eine 11,1 km lange Nebenbahn der BNSF Railway (dem Nachfolger der Burlington Northern) führt von Downtown Arlington nach Marysville. Als Teil der Entwicklung des Arlington Airport Business Park wird die BNSF Railway in naher Zukunft zwei weitere Strecken zum Flugplatz bauen. In Arlington gibt es keinen Personenverkehr mit der Bahn; die nächsten Amtrak-Stationen befinden sich in Everett und Stanwood.
Historisch gesehen entwickelte sich Arlington an verschiedenen Eisenbahnlinien, die seitdem aber stillgelegt oder anderweitig genutzt wurden. Die Seattle, Lake Shore and Eastern Railway, welche die Gründung von Arlington in den 1880er Jahren in Gang setzte, unterhielt eine Hauptlinie zwischen Snohomish und der kanadischen Grenze, die Arlington von Nord nach Süd durchquerte. 1892 wurde sie von der Northern Pacific Railway übernommen, die wiederum 1970 von der Burlington Northern übernommen wurde. Die Burlington Northern legte die Strecke 1972 still, weil sie eine weiter westlich durch Marysville verlaufende Linie bevorzugte; hierauf entstand in den 1990er und 2000er Jahren der Centennial Trail. Ein Seitenzweig der Northern Pacific nach Darrington, der der heutigen State Route 530 folgt, wurde 1901 gebaut und 1990 stillgelegt; die Regierung des County plant die Nutzung des Wegerechts für den Whitehorse Trail, einen Multifunktionsweg.

#### Luftverkehr
Die Stadt Arlington ist Eigentümer des Arlington Municipal Airport, knapp 5 km südwestlich der Innenstadt gelegen. Der Flugplatz wird vorrangig für die Allgemeine Luftfahrt und Kleinflugzeuge für Geschäftsreisen genutzt; auf ihm sind 475 Luftfahrzeuge stationiert, darunter 10 Hubschrauber, 20 Segelflugzeuge und 23 Ultraleichtflugzeuge.:9–11 Etwa 130 Firmen haben sich auf dem Flugplatzgelände angesiedelt, von denen ein Viertel in das Flugwesen involviert sind und direkt den Flugplatz beeinflussen.:9–11 In den 1990er Jahren wurde der Flugplatz in eine Untersuchung zur Ausweisung eines Regionalflughafens einbezogen, um den Seattle-Tacoma International Airport zu entlasten. Der Plan wurde 1996 endgültig fallengelassen, nachdem das Puget Sound Regional Council stattdessen den Bau einer dritten Start- und Landebahn auf dem Flughafen Seattle-Tacoma beschloss.
Der Flugunfall der Boeing 707 N7071 von Boeing 1959 nordöstlich der Stadt forderte vier Todesopfer.

### Sonstige Technische Infrastruktur
Die Energieversorgung wird in Arlington durch den Snohomish County Public Utility District (PUD) bereitgestellt,:9–16:A20 ein den Verbrauchern gehörendes Öffentliches Versorgungsunternehmen, das den Hauptteil der Elektroenergie von der bundeseigenen Bonneville Power Administration (BPA) bezieht. Die BPA betreibt das regionale Stromnetz einschließlich des WECC Intertie Path 3, einer nationalen Haupttrasse östlich von Arlington, die bis nach British Columbia führt. Cascade Natural Gas, eine Tochter der MDU Resources Group, Inc., und Puget Sound Energy betreiben die Erdgas-Versorgung der Einwohner und Betriebe von Arlington sowie der Gebiete nördlich bzw. südlich der State Route 531;:9–16 zwei Haupt-Pipelines verlaufen von Nord nach Süd durch Arlington und werden von der Olympic Pipeline Company, einer Tochter der BP, und der Northwest Pipeline Company, einer Tochter der Williams Companies, betrieben. Arlington wird von drei Telefongesellschaften und Internetdienstanbietern versorgt: Comcast (unter der Marke Xfinity), Frontier Communications (einschließlich Verizon FiOS) und Wave Broadband.:2–21
Die Stadt Arlington versorgt etwa 5.548 Kunden in einem 66 km² großen Gebiet inner- und außerhalb der Stadtgrenzen mit aufbereitetem Leitungswasser. Das Wasser stammt aus Grundwasser-Speichern nahe dem Haller Park am Stillaguamish River und nahe dem Arlington Municipal Airport, wie auch aus vom Snohomish County PUD bereitgestellten Wasser aus dem Spada Lake. Das Wohnviertel Smokey Point wird von Marysville aus versorgt.
Abwasser- und Regenwasser-Entsorgung werden von der Stadt durchgeführt, bevor das Wasser in das Becken des Stillaguamish River zurückgeführt wird. Arlingtons Haus- und Verpackungsmüll wird im Auftrag der Stadt durch Unternehmen der Abfallwirtschaft gesammelt und entsorgt; die Regierung des Snohomish County und die Republic Services, Inc betreiben ein Sammellager für Müll in Arlington.

### Gesundheitswesen
Arlington ist Teil des Snohomish Public Hospital District No. 3, der das Cascade Valley Hospital betreibt, ein 48-Betten-Krankenhaus.:9–18 Das Krankenhaus wurde 1909 gegründet und war bis zu seiner Übernahme 2016 das letzte unabhängige Krankenhaus im Snohomish County. Die Stadt wird außerdem von kommunalen Polikliniken versorgt, die von Cascade Valley (und Skagit Regional Health) wie auch von The Everett Clinic, einer Tochter der DaVita, sowie dem Community Health Center of Snohomish County betrieben werden.